# Ушинський Костянтин Дмитрович
Костянти́н Дмитро́вич Уши́нський (19 лютого (2 березня) 1823, Тула, Тульська губернія, Російська імперія (або Богданка, Глухівський повіт, Чернігівська губернія, Російська імперія) — 22 грудня 1870 (3 січня 1871), Одеса, Одеське градоначальництво, Херсонська губернія, Російська імперія) — російський педагог і правознавець українського походження, один із засновників педагогічної науки та народної школи в Російській імперії, кандидат юриспруденції. Автор праць з теорії й історії педагогіки, підручників для початкової школи і статей з педагогіки. Представник українського шляхетного роду Ушинських. Працював на різних посадах у Демидівському юридичному ліцеї, Гатчинському сирітському інституті та Смольному інституті шляхетних дівчат. Також працював редактором і писав статті в таких виданнях, як «Современник», «Библіотека для чтенія», «Журнал для воспитания», «Журнал Министерства народного просвещения».
У педагогічній системі Ушинського важливе місце посідало вчення про мету виховання, що визначалося ним як підготовка людини до життя та праці, як формування в людини почуття обов'язку перед народом та виховування в людини патріотизму. У вихованні дітей він надавав велике значення сім'ї та вважав украй необхідним родинне виховання. Найпершим обов'язком громадянина та батька сім'ї є виховання громадян, корисних для суспільства, — вважав учений.
Окрім того, він приділяв велике значення мові народу, адже, за його словами, «якщо вимерла мова в устах народу, вимер і народ». Педагог обстоював думку, що кожний народ має право мати школу рідною мовою, засуджував царизм за заборону вивчення української мови в школах на українських землях[джерело?]. Визначив основні шляхи й засоби розвиваючого навчання, був поборником класно-урочної системи навчання, врахування вікових і психологічних особливостей дітей. Він надавав важливого значення праці в психологічному та фізичному розвитку людини, вказував на керівну роль школи й особи вчителя у вихованні дітей.
Ушинський склав підручники для початкового навчання «Дитячий світ і Хрестоматія» (1861 року) та «Рідне слово» (1864 року), у яких науковий рівень знань поєднувався з доступністю, яскравістю викладу та служив завданням морального й естетичного виховання. Однак основною фундаментальною працею науковця вважається психолого-педагогічний та філософський тритомний твір — «Людина як предмет виховання». У нього вчилися найкращі грузинські, вірменські, фінські, татарські та болгарські педагоги.

## Життєпис

### Перші роки

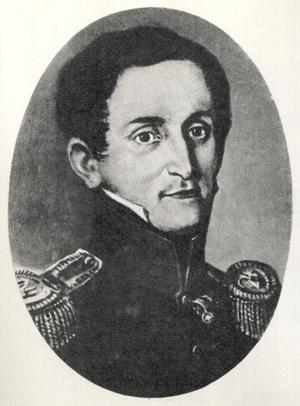
Дмитро Григорович Ушинський

Костянтин Ушинський народився 19 лютого (2 березня) 1823 року, ймовірно, в місті Тулі однойменної губернії Російської імперії (окремі джерела називають датою народження 19 лютого (3 березня) 1824 року, а місцем народження іноді подають село Богданка Глухівського повіту, Чернігівської губернії
 або міста Новгород-Сіверський чи Охтирку). Труднощі з встановленням точного місця та року народження Ушинського пов'язані з тим, що запису в метричній книзі про його народження не було зроблено, а його батько постійно змінював місце служби, через що метричне свідоцтво Костянтин отримав лише в 1833 році.
Його батько, Дмитро Григорович, був дрібномаєтковим дворянином і викладачем кадетського корпусу. Він багато років був офіцером Російської імператорської армії, а також брав участь у французько-російській війні 1812 року. Після звільнення з військової служби через хворобу підполковник Дмитро Ушинський працював службовцем у різних державних установах імперії. За цей час він побував у Вологді, Санкт-Петербурзі, Олонці тощо. Такі переїзди багато в чому були пов'язані з тим, що сім'я не мала великих матеріальних статків, оскільки Дмитро Григорович відпустив селян на волю ще перед введенням селянської реформи 1861 року. Згодом, після народження Костянтина, Ушинські переїхали до Полтави, а потім, 1832 року, через призначення Дмитра Григоровича суддею, вони переїхали до міста Новгорода-Сіверського на Сіверщині, де народилась донька Софія. Там сім'я відставного підполковника жила у приватній садибі за містом на високому березі Десни.

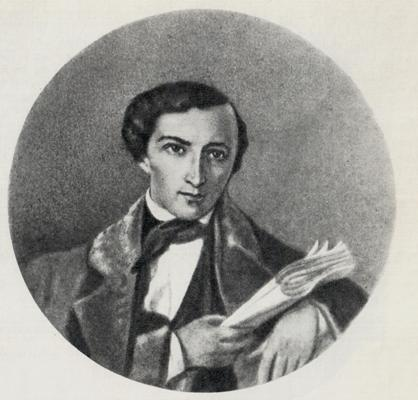
Ушинський під час навчання у гімназії

Мати Ушинського Любов Степанівна походила з українського шляхетського роду Капністів, що були греками за походженням. Вона виховувала Костянтина, навчала його грамоти та прищепила йому інтерес до читання. Окрім того, мати навчала його вдома за програмою перших двох класів гімназії. Однак дуже рано пішла з життя, коли Костянтину було ще 11 років. Батько після смерті матері майже не жив удома. Тому молодик Ушинський залишився з меншим братом без нагляду старших. Згодом юнак пішов навчатися в місцеву повітову гімназію, яка мала великий вплив на формування його як особистості. Як згадував сам Костянтин Дмитрович, у 1830-ті роки в тій гімназії освіта надавалася не гірша, а може й краща, ніж у деяких інших подібних закладах. Неабияк допоміг у цьому тодішній директор новгород-сіверської гімназії, професор Ілля Тимковський. На відміну від інших учнів гімназії, Ушинський не жив у пансіонаті, а кожного дня ходив на навчання пішки за чотири версти в одну й іншу сторону. Там же він товаришував з іншими учнями з незаможних сімей.

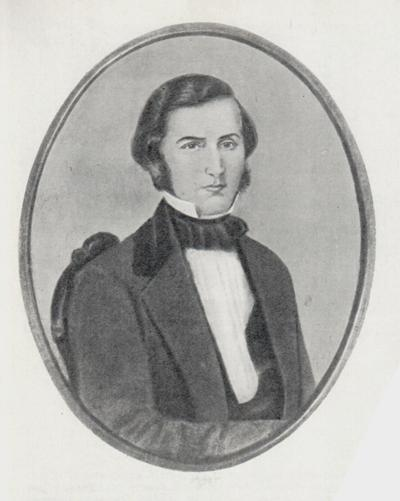
Костянтин у студентські роки

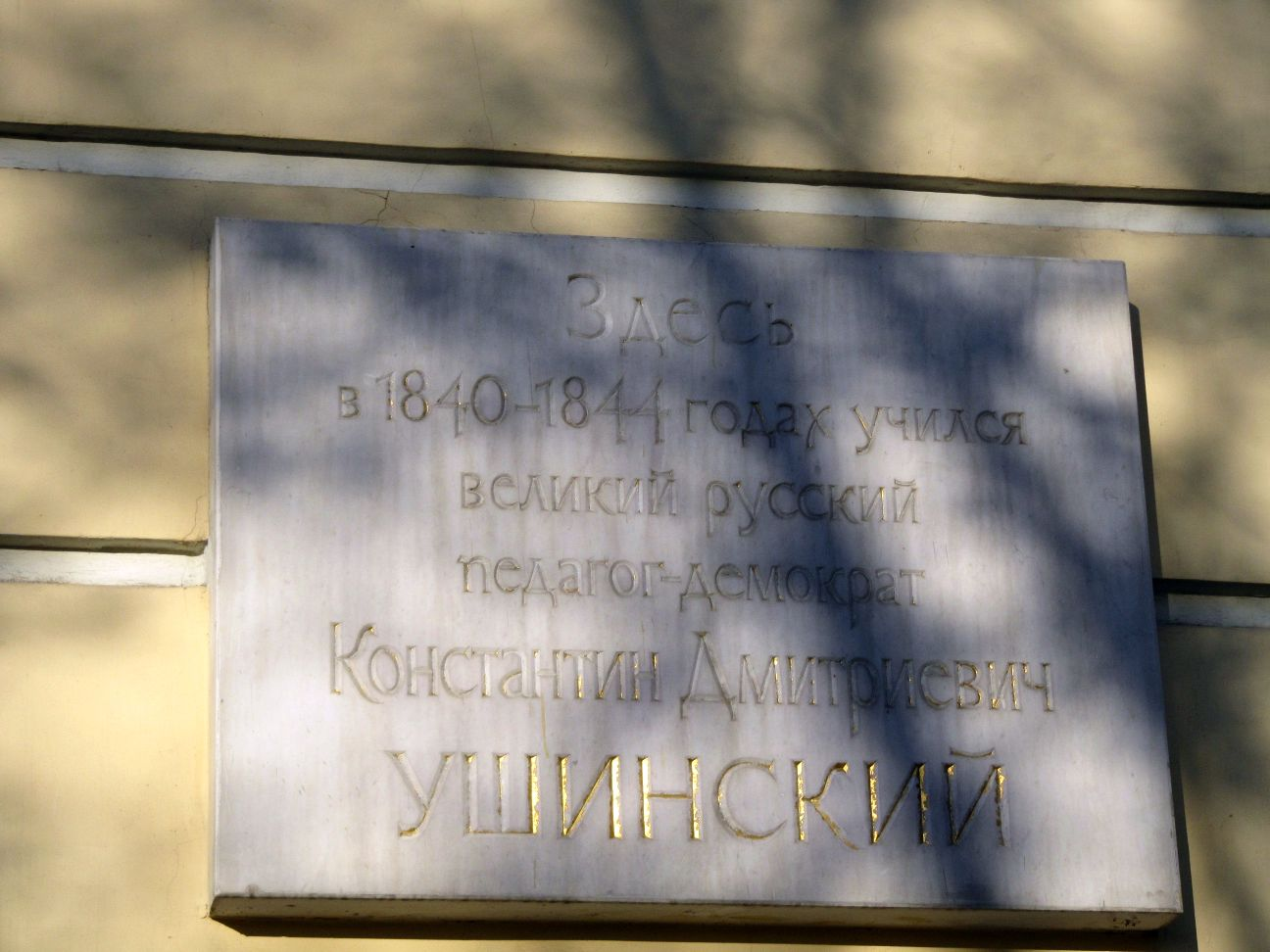
Меморіальна дошка на будівлі Московського університету, де вчився Ушинський.

У 1840 році Костянтин Дмитрович, гарно склавши вступні іспити, вступив на юридичний факультет Московського університету, який він закінчив з відмінними знаннями через чотири роки у 20-річному віці. У роки навчання на літні канікули він приїжджав у рідний Новгород-Сіверський. Здебільшого Ушинський і його товариші мандрували з Москви до Брянська, там купляли човна та спускалися по Десні до Новгорода-Сіверського. За спогадами друга Костянтина Дмитровича, Юлія Рєхнєвського, уже тоді в майбутнього вчителя було погане здоров'я. Міське життя на нього погано впливало. Під кінець кожного навчального року він приїжджав додому блідий та худий. У селі студент менше працював, писав вірші, багато гуляв, ловив рибу і приїжджав у вересні до Москви рум'яним, повним і цілком здоровим. У навчальному закладі майбутній український вчений захоплювався лекціями історика професора Тимофія Грановського та професора-юриста Петра Редькіна. Окрім того, Ушинський давав приватні уроки, оскільки на той час батько збіднів і не міг надсилати йому грошей. Юнак багато читав, вивчав філософію, захоплювався літературою, мистецтвом, прагнув бути в курсі політичних подій у Російській імперії та за кордоном. По завершенні навчання з відзнакою Ушинський залишився в університеті для підготовки магістерського екзамену. Вже 1844 року постановою Ради університету Костянтину було присуджено ступінь кандидата юриспруденції. Якраз у часи навчання у московському виші Ушинський вирішив присвятити своє життя педагогіці.
|                                                | Готувати уми! Розсівати ідеї! Ось наше призначення. Ми живемо не в ті роки, щоб могли діяти самі. Відкинемо егоїзм, будемо трудитися для потомства… Зробити якнайбільше користі моїй батьківщині — ось єдина мета мого життя і до неї якраз я повинен спрямувати всі свої здібності. |
| — писав студент Ушинський у своїх щоденниках., | |

### Кар'єра

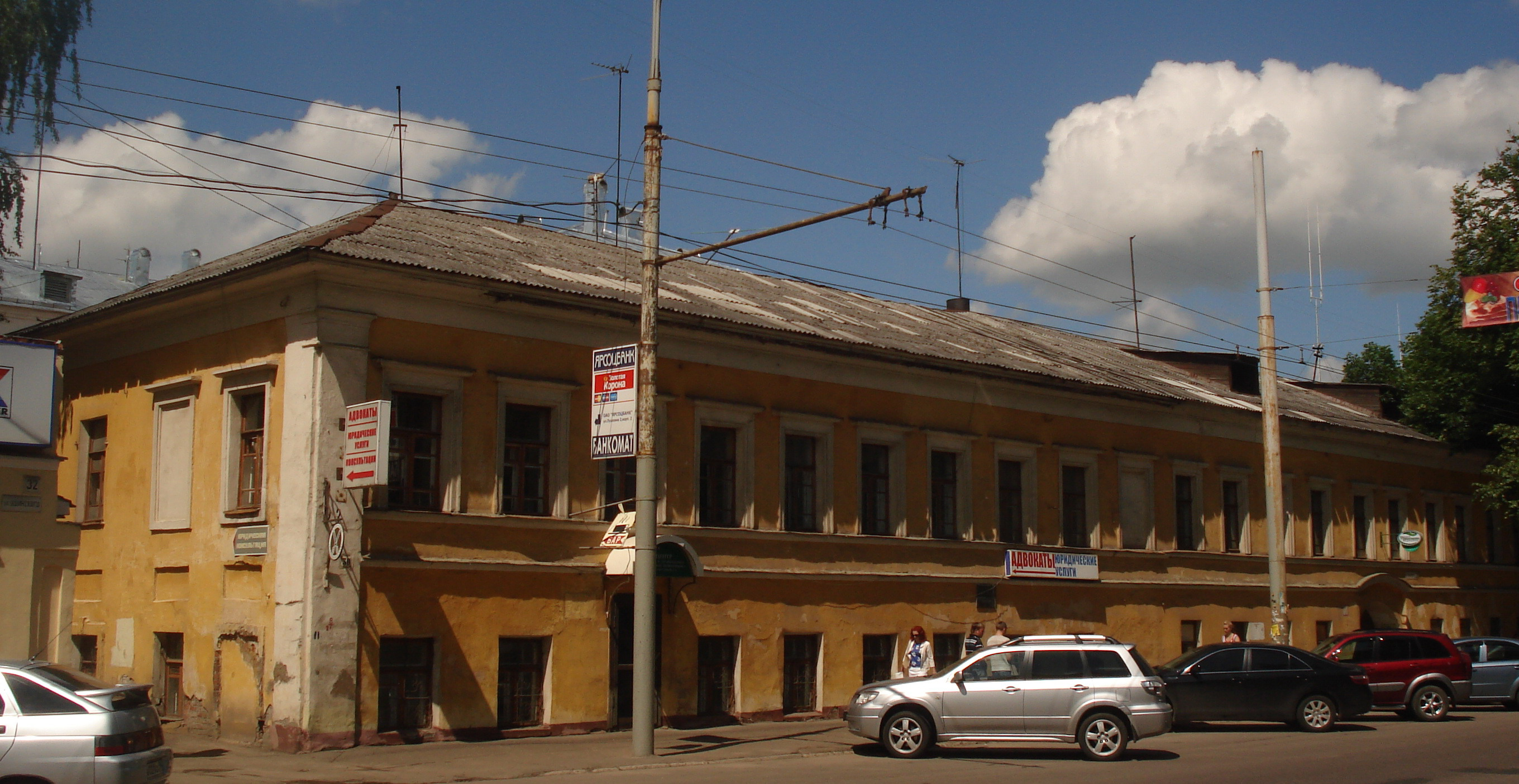
Будинок, де жив Костянтин Ушинський на Стрелецькій вулиці (нині — Ушинська), Ярославль.

У 1846 році Костянтина було призначено виконувачем обов'язків професора камеральних наук кафедри енциклопедії законодавства, державних законів і установ, законів державного управління та науки фінансів Демидівського юридичного ліцею з міста Ярославля. Тоді ж, під час роботи в Ярославлі у 1848 році, він працював редактором неофіційної частини «Ярославских губернских ведомостей». Його лекції подобалися слухачам у ліцеї. Але царський режим під впливом «Весни народів» в Європі посилив реакцію в Російській імперії: юриспруденція та політика були під особливим контролем. Згодом у Костянтина Дмитровича та його колеги, професора Львовського, розпочався конфлікт з керівництвом ліцею. Їх звинувачували у тому, що ці педагоги «подали надто невигідне про себе уявлення за свободу думок і передачу їх вихованцям ліцею». Саме через це вони були усунені від роботи у ліцеї.

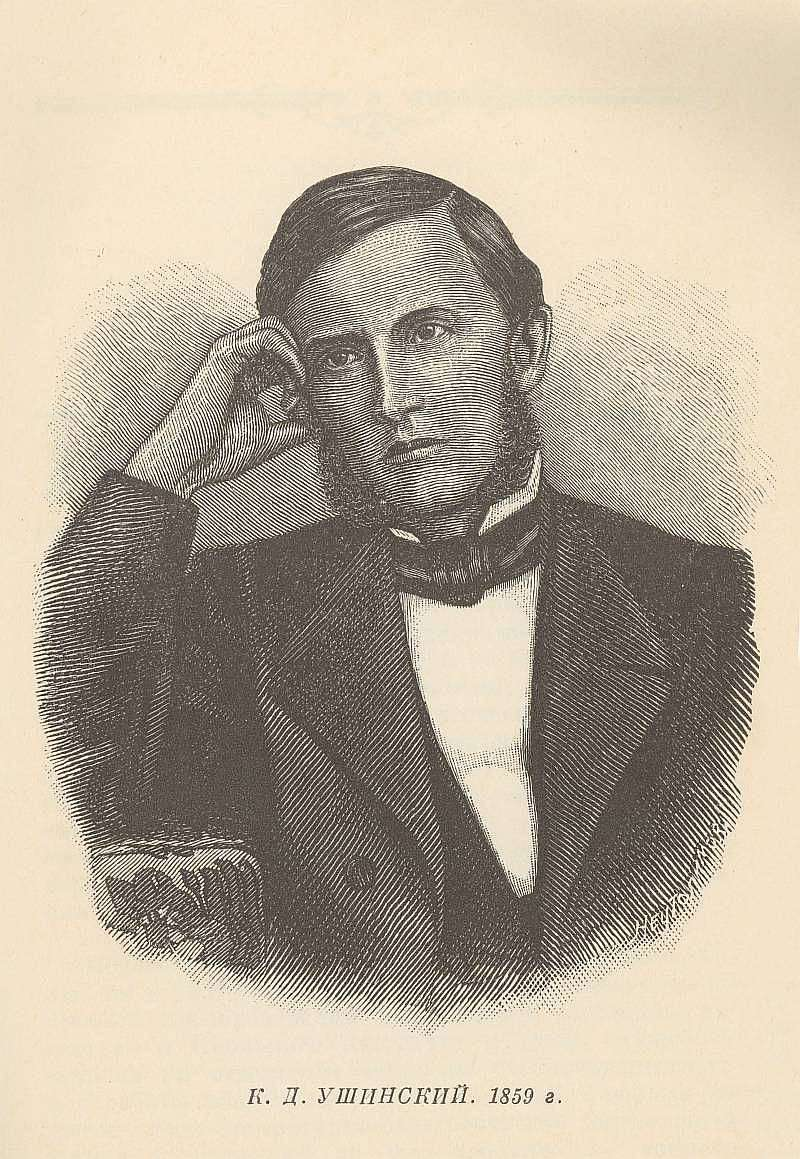
Портрет Костянтина Дмитровича, 1859 року.

Наступні роки Костянтин намагався знайти педагогічну роботу. Однак це було зробити досить важко. На початку лютого 1850 року українець з великими труднощами влаштувався на посаду помічника начальника департаменту іноземних віросповідань у Міністерстві внутрішніх справ Російської імперії. Проте, попри це, він прагнув займатися педагогікою. У повітовому училищі, куди він намагався влаштуватися працювати, випускнику Московського університету відмовили. Його прямим начальником був відомий українофоб граф Дмитро Толстой, за різкий відгук про якого його звільнили 1 серпня 1854 року. Але під час роботи у міністерстві Костянтин Дмитрович у 1851 році одружився з подругою свого дитинства, Надією Семенівною Дорошенко, яка походила з дворянського українського роду Дорошенків, якій належав хутір Богданка у Глухівському повіті Чернігівської губернії. У той же час педагог писав критичні статті у журналах «Современник» і «Библіотека для чтенія».

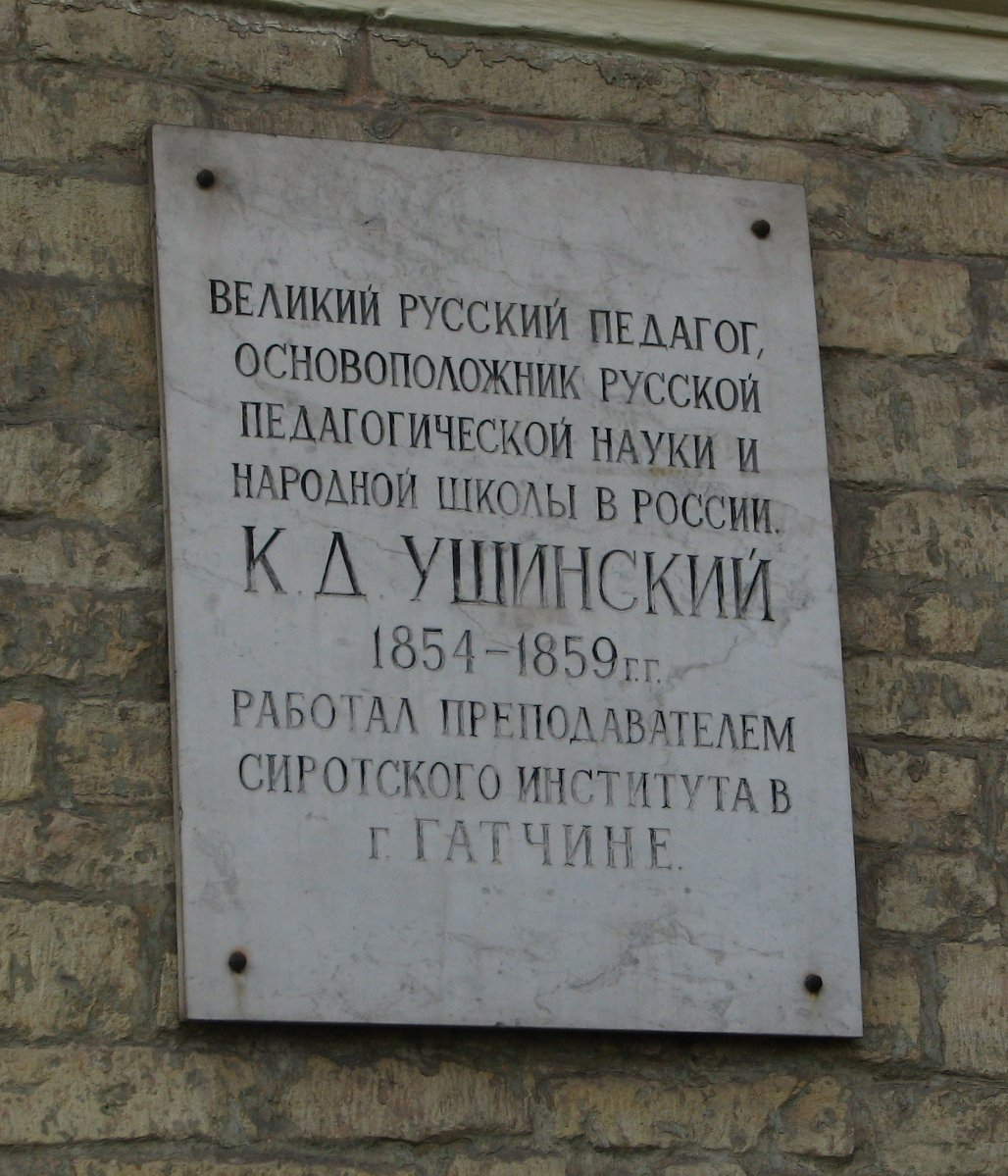
Меморіальна дошка на будинку Гатчинського інституту, присвячена Костянтину Ушинському

1854 року Ушинський почав викладати російську словесність та юридичні предмети у Гатчинському сирітському інституті, а наступного 1855 року став інспектором його класів. Там він пропрацював до 1859 року. Саме там він остаточно вирішив, що присвятить себе вихованню та навчанню. На той час Костянтин Дмитрович писав педагогічні статті у такому виданні, як «Журнал для воспитания». Там він почав друкувати свої статті: «Про користь педагогічної літератури», «Три елементи школи», «Про народність в громадському вихованні» (усі 1857 року).
Згодом у 1859 році Ушинського на його прохання було призначено інспектором у Смольний інститут шляхетних дівчат. За цей час педагог і правознавець намагався провести в інституті реформи, які викликали невдоволення як серед керівників інституту, так і вихованок навчального закладу. Зокрема цькування видатного українського педагога підтримувала начальниця інституту Марія Леонтьєва. Ушинського звинувачували у вільнодумстві, невідповідному ставленні до начальства та навіть безбожництві й аморальності. З наступного 1860 року Ушинський став редактором «Журнала Министерства народного просвещения». Він перетворив його з сухого збірника офіційних доручень і наукових статей у педагогічний журнал, який був доволі актуальним і розвивав нові течії в області освіти. 1861 року вчений видав перший підручник для початкової школи «Дитячий світ» у двох частинах. Наприкінці того ж року Ушинського було усунено з посади редактора журналу Міністерства народної просвіти За сфабрикованим доносом священика Віталія Гречулевича у січні 1862 року Костянтина Дмитровича було звільнено. Під час роботи у Смольному інституті Ушинський втратив багато сил і був виснажений постійними чварами. Це призвело до важкої хвороби, із горла потекла кров і за короткий час посивів.
Через переконання й передові ідеї, які не віталися тоді в імперії, царська влада переслідувала Ушинського і він фактично був вигнаний з Батьківщини на п'ять років. Він приїхав до Швейцарії на лікування, де детально обґрунтував у своїх працях свою позицію щодо педагогіки. Там він написав свою капітальну працю «Педагогічна антропологія». У 1862—1867 роках Костянтин Дмитрович жив за кордоном, де вивчав стан шкільної справи, досвід народних шкіл, вчительських семінарій та жіночих навчальних закладів в Європі. Побував у Німеччини, Франції, Бельгії та Італії, досліджуючи досвід цих країн в освітній справі. Донька Костянтина Дмитровича Віра у своїх спогадах згадувала, що під час перебування за кордоном часто вечорами всією родиною збиралися за столом і читали літературні твори українських письменників. Одним з улюблених авторів Костянтина Дмитровича був Микола Гоголь. У 1868 році у Санкт-Петербурзі вийшов перший том класичного твору Ушинськиго «Людина як предмет виховання», а наступного року ще один том. Також під час свого вигнання вчений написав такий твір, як «Листи із Швейцарії», загальновідомі підручники «Рідне слово» (у трьох частини), «Керівництво до викладання за „Рідним словом“» (дві частини) та кілька десятків статей, присвячених проблемам педагогічної психології. Згідно з листами Ушинського лікування за кордоном йому не допомогло.
| | Здоров'я моє з кожним днем стає все гірше і гірше, і швейцарське повітря не замінить мені браку діяльності. |
| — писав Ушинський у листі від 24 серпня 1862 року до Михайла Семевського, знайомого по Смольному інституті., | |

### Хвороба та смерть
Повернувшись із-за кордону, Ушинський продовжив займатися науковою діяльністю та доклав зусиль до завершення видання твору «Людина як предмет виховання (спроба педагогічної антропології)». Проте внаслідок перевтоми стан його здоров'я значно погіршився. У травні 1868 року класик української педагогіки поїхав до Криму на лікування, але доїхав лише до Києва та був змушений повернутися на старий хутір Богданку, де пробув усе літо того року. Зиму ж 1869 року він перебував у Санкт-Петербурзі й готував до видання третій том «Педагогічної антропології» та «Рідне слово» (для учнів третього класу). У лютому 1870 року вчений одержав у Чернігові закордонний паспорт і поїхав на лікування в Італію, але добрався лише до Відня, де захворів і повернувся до Криму й провів там літо. У вересні цього ж року Ушинський прибув до сім'ї на хутір Богданку, де він дізнався, що його старший син Павло трагічно загинув. Той, повернувшись додому після закінчення гімназії, поїхав з товаришами у сусіднє містечко Вороніж на полювання та смертельно себе поранив.
|                                                                            | Шановний добродію, Миколо Олександровичу! Ви, мабуть, не розумієте, чому я так довго не відповідав на останній лист Ваш. Але коли б Ви знали, що зо мною скоїлося, то легко зрозуміли б це. Повернувшись з Криму, на село до себе, в самісінький день мого приїзду, я ледве не застав похорону мого старшого сина, юнака 18-ти років, який три дні перед тим, будучи на полюванні, поранив себе смертельно. Незабаром після того я одержав лист Ваш і тижнів через два написав на нього відповідь; але відповідь ця була такою, що я добре зробив, що не надіслав її Вам: з неї Ви побачили б тільки, як низько може впасти людина під тяжким і несподіваним ударом долі. Тепер рана трохи затяглася і я можу вже сяк-так, наскільки дозволяє мені остаточно розбите здоров'я, взятися до своїх звичайних справ. |
| — писав Ушинський у листі від 27 вересня 1870 року до друга Миколи Корфа., | |

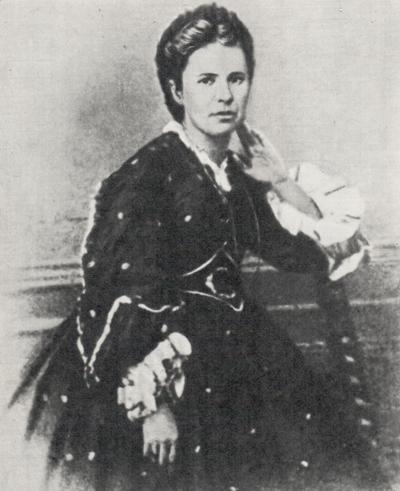
Дружина Костянтина Дмитровича, Надія Семенівна Ушинська (Дорошенко)

Після трагічної смерті сина Павла Ушинські купили будиночок у Києві на вулиці Тарасівській поблизу Київського університету. Дружина Костянтина Дмитровича Надія Семенівна багато зробила для того, щоб відкрити початкову школу на хуторі Богданка, допомагала селянським дітям дістати вищу освіту, ще до селянської реформи 1861 року Ушинські звільнили від кріпацтва селян і віддали їм значну частину своєї землі. Доньки подружжя Віра та Надія Ушинські на той час навчалися у Київській гімназії й Одеському інституті шляхетних дівчат. Костянтин Дмитрович важко хворів у той час.
У жовтні 1870 року Ушинський разом із синами Володимиром та Костянтином і своїм секретарем О. Ф. Фролковим виїхав до Криму на ще одне лікування. Але в дорозі він застудився, захворів на запалення легень і зупинився в Одесі в готелі під назвою «Отель дю Норд» у провулку Театрального. У приватному листі до свого колеги Миколи Корфа від 27 вересня 1870 року Ушинський жалівся на своє здоров'я і писав:
|  | Як низько може впасти людина під тяжким і несподіваним ударом долі. |

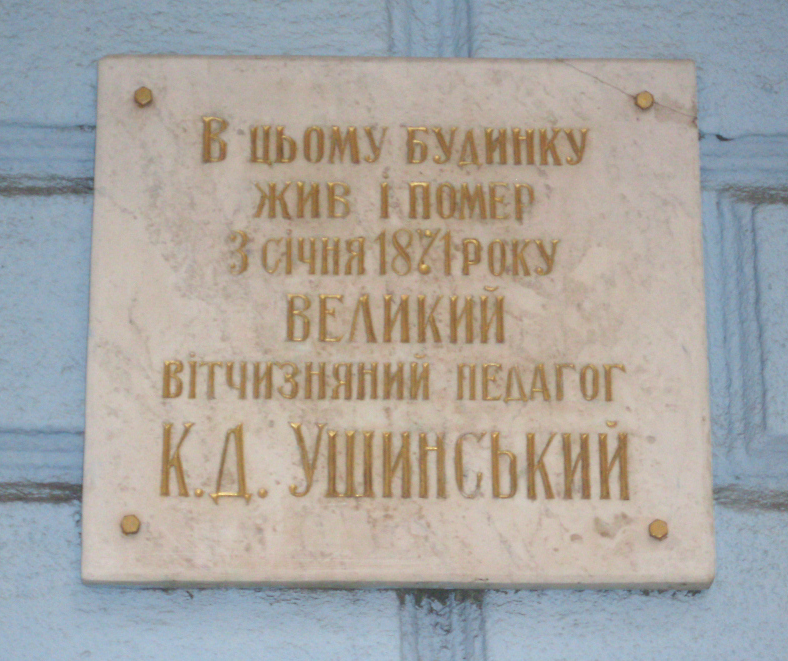
Меморіальна дошка на будинку № 12 у провулку Театрального, де жив і помер Ушинський

Через кілька днів до Одеси приїхали дружина Надія Семенівна і доньки Костянтина Дмитровича Віра та Надія, а також дружина його старшого брата Олександра. Ушинський почував себе дуже погано, але не звертався до лікаря. В останні дні він активно правив рукопис третього тому «Педагогічної антропології». Пізно вночі, коли вся сім'я відпочивала, Костянтин Дмитрович Ушинський учергове сів у крісло за письмовий стіл і взявся правити рукопис «Педагогічної антропології» та помер за робочим столом о другій годині ночі 22 грудня 1870 (3 січня 1871) року (за деякими іншими даними: 21 грудня 1870 (2 січня 1871) року, 23 грудня 1870 (4 січня 1871) року або ж 24 грудня 1870 (5 січня 1871) року). Місцева газета «Одеський вісник» писала: «…В Одесі не знайдеться жодного вчителя, жодної освіченої людини, жодної матері, яка дбає про своїх дітей, кому не було б відоме ім'я Костянтина Ушинського. Без усякого сумніву кожний з них готовий був би зробити все можливе, щоб утамувати муки страдника». У медичній довідці про смерть педагога, яку видав доктор медицини, професор Київського університету святого Володимира Олексій Шкляревський, писалося:
|   | Його багаторічна хронічна хвороба вимагала поряд з добрими кліматичними умовами майже абсолютного утримання від будь-якої напруженої діяльності і я не маю сумніву в тому, що саме посилена наукова літературна праця Ушинського, якою було позначено останні роки його життя, з медичного погляду була для нього згубна, бо виснажувала його слабкі фізичні сили і була істотною причиною його передчасної смерті. |
| — | |

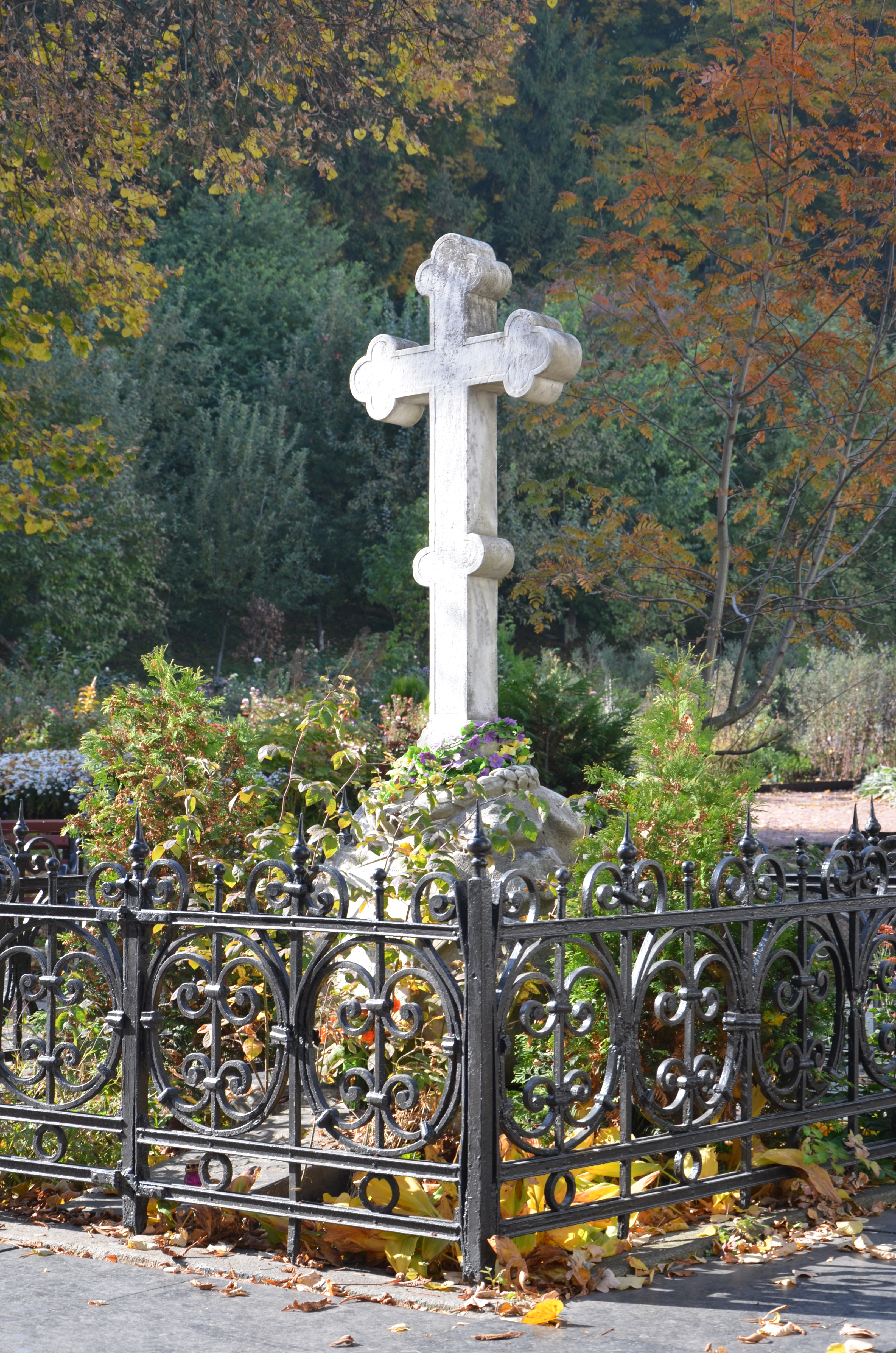
Могила Костянтина Ушинського у некрополі Видубицького чоловічого монастиря

Як і великий класик української літератури Тарас Шевченко, Костянтин Ушинський, бувши тяжко хворим, заповідав поховати його на схилах Дніпра. Труну з тілом Ушинського 28 грудня 1870 (9 січня 1871) року було перевезено до Києва. Поховано його у святому місці, у некрополі Видубицького чоловічого монастиря під старезним каштаном. Поруч з могилою педагога похована також його дружина Надія Семенівна Ушинська, яка прожила 83 роки, і його онука Олена.
У 1936 році ці могили, як і багато інших, було знищено і через них прокладено асфальтову алею. На могилі Костянтина Ушинського встановлено мармурову плиту з епітафією, автором якої був Павло Тичина.

## Наукова діяльність

### Педагогіка

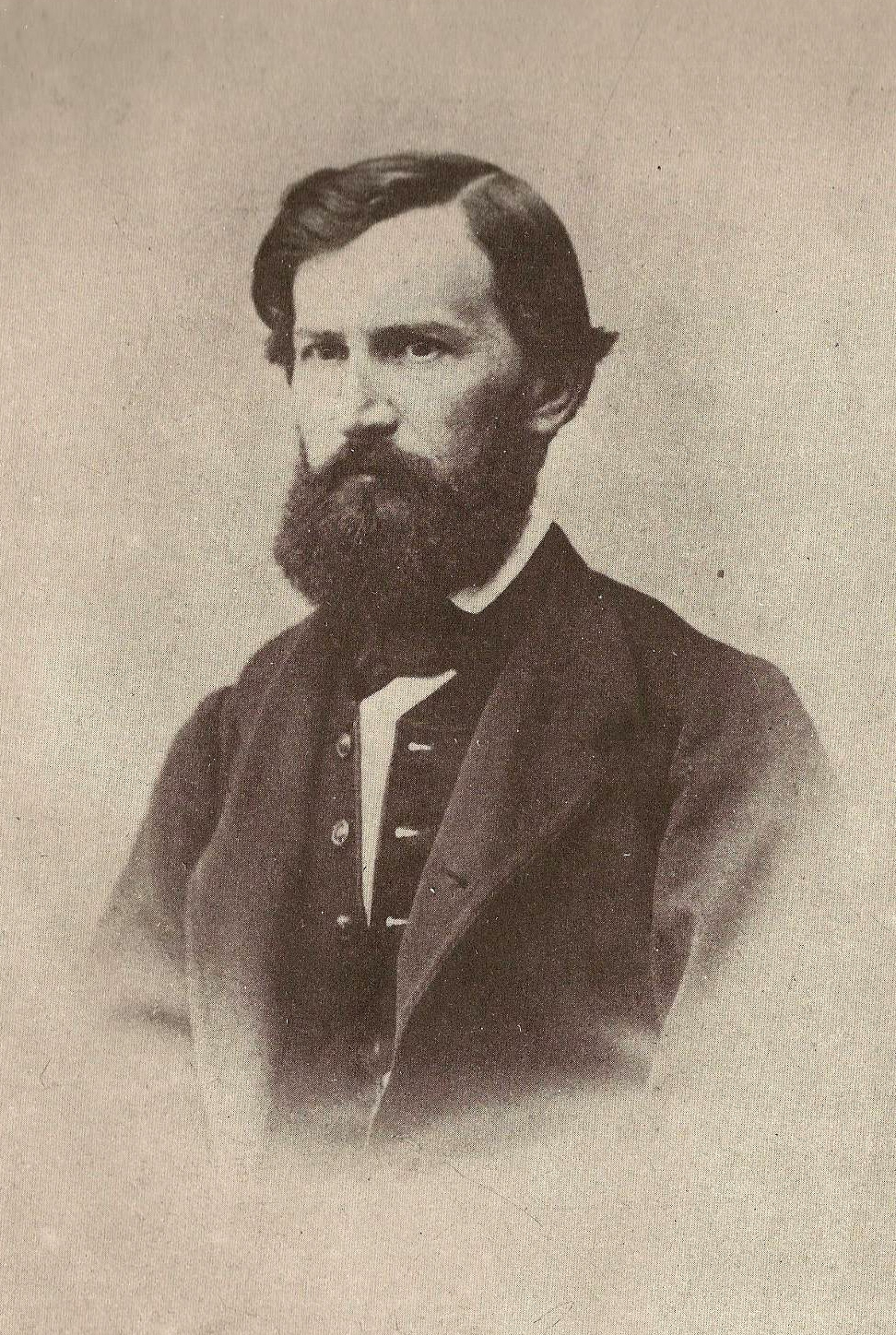
Портрет Ушинського з книги «Детский мир и хрестоматия», Санкт-Петербург, видавництво «Комета», 1994 рік.

Костянтин Дмитрович став основоположником нової народної школи. Основою виховання молодого покоління в дусі патріотизму, любові до Батьківщини та свого народу Ушинський вважав народність і наголошував, що «у кожного народу своя особлива національна система виховання, своя особлива мета й особливі засоби в досягненні цієї мети», а також «будь-яка жива історична народність є найпрекрасніше творіння Боже на землі і вихованню залишається лише черпати з цього багатого й чистого джерела». Серед найбільш популярних статей та праць можна відзначити:
- «Про користь педагогічної літератури»;
- «Три елементи школи»;
- «Про народність в громадському вихованні» тощо.

Ушинський видав навчальні книги «Рідне слово» та «Дитячий світ». У передмові до книги «Рідне слово» Ушинський написав: «Я не думаю, щоб будь-хто був спроможний змагатися з педагогічним генієм народу». Ці два підручники побудовані на основі народної творчості зокрема української: казках, піснях, прислів'ях, приказках, загадках. Український радянський педагог Микита Грищенко, аналізуючи підручники, писав: «…К. Д. Ушинський „Рідним словом“ зробив у педагогіці те, що колись Пушкін зробив у поезії своїм твором „Руслан і Людмила“, що після німецької мертвечини, затхлого повчання у вигляді моральних сентенцій в школі раптом почулася жива мова, задзвенів бадьорий дитячий сміх». У статті «Три елементи школи» (1857) він дослідив співвідношення виховання та навчання. Аналізуючи досвід шкіл Великої Британії, Німеччини та Франції, Ушинський дійшов висновку, що розрив між вихованням призводить до суперечливості педагогічного процесу, позбавляє його цілісності й ефективності. Костянтин Дмитрович виступав проти позбавлення школи її виховних функцій та завдань. Зокрема критикував практику російського Міністерства освіти, яке прагнуло впроваджувати педагогічні новації з Німеччини. А причиною цього було те, що німецька педагогіка обмежувала діяльність школи тільки навчанням. Водночас учений акцентував увагу на досвід англійської школи, яка на перший план висувала саме виховання. Хоча й цей приклад не був ідеальний, оскільки, на його думку, у своїй основі англійське виховання було консервативним і антидемократичним. У статті «Про засоби поширення освіти через грамотність» (1858) автор переконливо доводив педагогічну неспроможність прямолінійного зближення моральності та грамотності. Приводом до написання статті стала гостра дискусія про роль грамотності для народу. Виникла вона після виходу допису відомого письменника Володимира Даля, який доводив, що поширення грамотності веде до зниження моральності народу. Костянтин Дмитрович заперечував це твердження, посилаючи на досвід Сполучених Штатів Америки. Ідеї про переваги американської демократичної системи освіти він розвинув також у працях «Шкільні реформи в Північній Америці», «Внутрішній устрій північноамериканських шкіл». Перебуваючи на лікуванні у Швейцарії, Костянтин Дмитрович написав свою капітальну працю «Педагогічна антропологія». 1868 року видав перший том однієї з основних своїх робіт — психолого-педагогічного та філософського тритомного твору «Людина як предмет виховання», а наступного — другий том цієї важливої праці. Костянтин Ушинський вважав: «Мистецтво виховання — це мистецтво розвитку свідомості і волі…». По поверненню на українські терени Костянтин Дмитрович видав третій том твору «Людина як предмет виховання».
Значне місце у педагогічній спадщині видатного педагога Ушинського посідають питання сім'ї і родинного виховання. Погляди Ушинського на родинне виховання формувались на ґрунті великої поваги до народу. Найпершим обов'язком громадянина та батька сім'ї є виховання громадян, корисних для суспільства, — вважав учений. Найкращою вихователькою в родині Ушинський вважав матір Любов Степанівну Гусак-Капніст. У своїх творах видатний педагог присвятив багато сторінок жінці, матері-виховательці. Вона є «необхідним посередницьким членом між наукою, мистецтвом і поезією, з одного боку, звичаями і характером народу, з другого…».
Ушинський також сповідував реалістичну педагогіку за прикладом Яна Амоса Коменського, Джона Лока, Йоганна Песталоцці тощо. Аналізуючи загальні основи європейського, а також американського виховання, учений дійшов до таких висновків:
- «Загальної системи народного виховання для всіх народів немає ні в теорії, ні на практиці»;
- «У кожного народу своя особлива національна система виховання, а тому запозичення одним народом у іншого виховних систем є неможливим»;
- «Досвід у справі виховання є дорогоцінною спадщиною для всіх народів, але в тому розумінні, в якому досвід всесвітньої історії належить усім народом»;
- «Науку не треба плутати з вихованням. Вона загальна для всіх народів, але не для всіх народів і не для всіх людей становить мету і результат життя»;
- «Громадське виховання не може самостійно вирішувати питання життя, не веде за собою історії, але йде слідом за нею»;
- «Громадське виховання тільки тоді буде дієвим, коли його питання стануть громадськими питаннями для всіх і сімейними питаннями для кожного»;
- «Збудження громадської думки у справі виховання — основа його розвитку».[7]

Окрім іншого, Костянтин Ушинський багато уваги приділяв фізичному розвитку людини. Він залишив після себе багато робіт, присвячених фізичному вихованню. Найвідоміші з них:
- «Потреба відпочинку і сну»;
- «Воля як влада душі над тілом»;
- «Схильність до лінощів»;
- «Фізіологічне пояснення довільності рухів»;
- «Фізична теорія довільності рухів»;
- «Мускули»;
- «Загальні зауваження про фізичне виховання» тощо.[2]

Деякі дослідники Ушинського порівнюють його з такими вітчизняними освітніми діячами, як Митрополит Київський, Галицький і всієї Русі Йов Борецький, Мелетій Смотрицький, Йоаникій Ґалятовський, Григорій Сковорода, Василь Сухомлинський, а також такими всесвітньо відомими педагогами, як чеський мислитель-гуманіст і письменник Ян Амос Коменський, французький філософ-просвітник Жан-Жак Руссо, швейцарський педагог-демократ Йоганн Генріх Песталоцці, німецький педагог Адольф Дістервег тощо. На ідеях Ушинського зросли та змужніли українські педагоги, зокрема Христина Алчевська, Григорій Ващенко, Борис Грінченко, Тимофій Лубенець, Антон Макаренко, Софія Русова тощо. Як просвітитель і педагог Ушинський основні надії щодо перетворення суспільства покладав на просвіту народу, поширення економічних і правових знань, створення розумних і справедливих законів.
Праці Костянтина Дмитровича неодноразово перевидавалися до 1917 року, однак з 1917 до 1946 року вони не видавалися взагалі. До 1990 року було надруковано близько 400 тисяч примірників різних творів педагога. Власне його підручник «Рідне слово» перевидавався 150 разів, а «Дитячий світ» — 70. За радянських часів найбільш повним зібранням стали одинадцятитомник загальним тиражем 25 тисяч примірників (у 1948—1952 роках), виданий у Москві російською мовою, та шеститомник — 50 тисяч примірників (у 1952—1955 роках), виданий у Києві українською мовою. Проте, як повідомляють дослідники, багато його творів утрачені або стали частиною приватних колекцій, а з виданих за радянських часів вилучені деякі фрагменти, особливо ті, що стосувалися місця та значення релігійного виховання дітей молоді. А видавалися, цитувалися й пропагувалися ті ідеї, які були необхідні для виховання молодого покоління за умов соціалістичної системи. Цю прогалину нині дослідники намагаються заповнити. Зокрема у 1998 року у Луганську вийшла праця «Непізнаний Ушинський. Хрестоматія науково-християнської педагогіки». Зокрема, у його творах, були знайдені наступні слова: «Сучасна педагогіка виросла виключно на християнському ґрунті й для нас нехристиянська педагогіка є річ немислима, це безголова потвора та діяльність без мети. Підприємство без спонукань позаду і без результатів попереду».

### Правознавство
Окрім педагогічної діяльності Костянтин Дмитрович Ушинський займався також й правознавством. Він відстоював ідеї природного права, яке зобов'язане впливати на характер регулювання суспільних відносин на державному рівні. Свої правові погляди він виклав у таких своїх роботах, як:
- «Про камеральну освіту» (1848);
- «Про злочинність в Англії і Франції» (1854);
- «Лист про виховання спадкоємця російського престолу» (1859);
- «Людина як предмет виховання. Досвід педагогічної антропології» (т. 1–2, 1868—1869) тощо.

Окрім того, правознавець був прихильником запровадження в університетах курсу так званого камерального права, де, за його поглядами, мали б поєднуватися адміністративні закони та заклади із законами економічного характеру. Ця наука має пропонувати урядові та приватним особам засоби для забезпечення їхніх дій вимогам закону. Також він вважав, що камеральне право у Німеччині, де воно з'явилося, розуміли неправильно й замість законів наповнили його правилами та «розсудливими порадами німецької мудрості». На його думку камералізм — це наука не про приватне господарство, а про державне або ж суспільне чи народне. Приватне та загальнонародне права мають доповнювати одне одного, «правильно багатіюча людина» нікого не розорює, оскільки справжнє багатство вигідне і для індивіда, і для народу, на думку Ушинського. Зважаючи на це, він вважав, що слід розвивати й систему прав, регулювання відповідних суспільних відносин. Предметом державного права, поняття якого на той час ще не було усталеним, Костянтин Дмитрович вважав відносини, що виникають між членами суспільного організму, до якого він відносив органи верховної влади, уряд, установи та посадових осіб. Термін «державне право» пропонував замінити на «суспільне право».
Щодо кримінального права, український педагог вважав кожний злочин соціально обумовленим явищем. Також він надавав великого значення моральному вихованню та самовихованню особистості. Він виступав проти смертної кари, відстоював тезу про те, що суворість покарання не визначає його ефективність.

## Погляди

### Україна та українство
Костянтин Ушинський своєю Батьківщиною вважав Україну. У листі від 9 вересня 1868 року до свого друга Лева Модзалевського писав:
|  | Наступного року думаю переїхати до себе на Батьківщину — в Київ. |

У багатьох посібниках з історії педагогіки та інших книжках Костянтин Ушинський вказується «великим російським педагогом», позначаючи його національність як росіянина. Так, наприклад, в 11-му томі Української радянської енциклопедії, 1984 року випуску, Ушинського редактори називають «російським педагогом-демократом, основоположником вітчизняної наукової педагогіки й народної школи в Росії…», замовчуючи той факт, що у 1930-х роках у радянській педагогіці його називали реакціонером, з 1940-х років «видатним вітчизняним» педагогом, а у 1945 році Раднарком запровадив медаль імені Ушинського. А в Енциклопедичному словнику Брокгауза і Єфрона його називають «знаменитым русским педагогом».
Костянтин Ушинський вважав себе етнічним українцем:
|   | Ні, я українець: рід наш старовинний, малоросійський, дворянський. Всі родичі, діди, дядьки і батьки були українцями, народилися й поховані в українській землі. |
| — | |

### Мова
Однією з ознак народності, наголошував Костянтин Ушинський, є мова — найкращий виразник духовної культури народу.
|                       | Мова — найважливіший, найбагатший і найміцніший зв'язок, що зв'язує віджилі, живущі і майбутні покоління народу в одне велике, історичне живе ціле… Коли зникає мова народна в устах народу, до того часу живий і народ… Відберіть у народу все — і він усе може повернути; але відберіть мову — і він ніколи більше вже не створить її; нову батьківщину навіть може створити народ, але мови — ніколи; вимерла мова в устах народу — вимер і народ. Наша мова… мелодична, співуча мова…, на якій існує така народна література, якою ще недавно співав Шевченко, виганяється зі школи, мовби якась чужа! А який невичерпний матеріал народна поезія дає для розвитку найблагородніших і найніжніших почуттів у серці молодого покоління. |
| — Костянтин Ушинський | |

Сам же педагог володів не тільки російською та українською мовами, а ще й грецькою, латинською, англійською, французькою, німецькою мовами.

## Родина та особисте життя

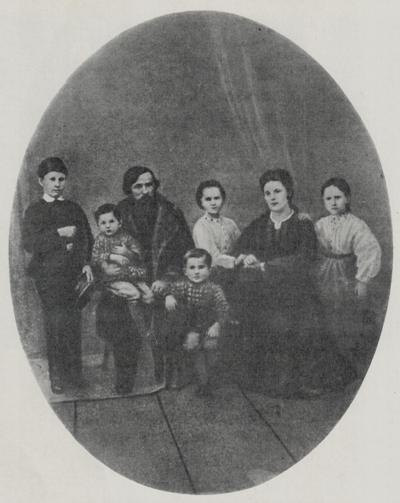
Сім'я Ушинських

- Дмитро Григорович Ушинський — підполковник, батько Костянтина Ушинського.
- Любов Степанівна Гусак-Капніст — мати Костянтина Ушинського.
- Надія Семенівна Дорошенко — дружина Костянтина Ушинського. Вона була подругою дитинства Ушинського. Походила з роду збіднілих українських дворян. Сім'ї належав хутір Богданка у Глухівському повіті, Чернігівської губернії (нині Шосткинського району, Сумської області).
- Павло Костянтинович Ушинський — старший син Костянтина Ушинського та Надії Дорошенко. Трагічно загинув.
- Костянтин Костянтинович Ушинський (?—1918) — син Костянтина Ушинського та Надії Дорошенко. Навчався у Київській гімназії. Загинув під час радянсько-української війни 1918 року в Чернігові.
- Володимир Костянтинович Ушинський (?—1918) — син Костянтина Ушинського та Надії Дорошенко. Навчався у Київській гімназії. Загинув під час радянсько-української війни 1918 року у Чернігові.[3]
- Віра Костянтинівна Ушинська (1855—1920)[7] — старша дочка Костянтина Ушинського та Надії Дорошенко. Навчалася спочатку у Київській гімназії та Одеському інституті шляхетних дівчат.[3] Згодом після навчання відкрила на батьківські та свої кошти дві початкові школи в Києві, яким потім було надано ім'я Костянтина Дмитровича. Там само в Києві Віра Костянтинівна померла.
- Надія Костянтинівна Ушинська (1856—1944)[7] — середня дочка Костянтина Ушинського та Надії Дорошенко. Навчалася спочатку у Київській гімназії та Одеському інституті шляхетних дівчат. У 1895 році на материнські та свої кошти побудувала у селі Богданка початкову школу для селянських дітей. Навчалися діти у школах за книгами її батька — «Рідне слово» і «Дитячий світ». Після радянсько-української війни та інших подій, що її супроводжувала, Надія Костянтинівна емігрувала за кордон і померла в роки Другої світової війни у Празі.
- Ольга Костянтинівна Ушинська (01.11.(ст.с.)1867—1963)— молодша дочка Костянтина Ушинського та Надії Дорошенко. Була дружиною голови Київської губернської земської управи М. А. Суковкіна, який був послом у Константинополі. Вони мали чотирьох дітей. Після розпаду імперії емігрували до Франції, де й померли.

Усі внуки і правнуки Костянтина Дмитровича Ушинського живуть за кордоном. Майже увесь рід Ушинських відноситься до педагогів. Зокрема наприкінці 1970-х років в університеті міста Х'юстона, штат Техас, викладав російську словесність правнук Костянтина Дмитровича Ушинського — Костянтин, народжений у 1921 році.

## Вшанування пам'яті
1946 року у місті Ярославль вулицю Червону було перейменовано на вулицю Ушинського. 1955 року у Києві було названо провулок на честь Ушинського, а у 1957 році — вулиця. 2 жовтня 1970 року під час забудови району Гражданки у Санкт-Петербурзі одну з вулиць цієї місцевості було названо на честь великого педагога.
У 1974 році в Києві ж Костянтину Ушинському було встановлено пам'ятник, який збудували український скульптор Олександр Скобліков та український архітектор Анатолій Ігнащенко. Тоді ж, за радянських часів, було впроваджено дві наукові нагороди: Медаль імені К. Ушинського та Премія імені К. Ушинського, остання присуджувалася Академією педагогічних наук РРФСР). Окрім того, Одеському педагогічному інституту було надано ім'я Костянтина Дмитровича. Нині він зветься Південноукраїнський національний педагогічний університет імені К. Д. Ушинського. Також його ім'ям названі кілька загальноосвітніх шкіл.
Також ім'ям Костянтина Ушинського названі кілька географічних об'єктів. Зокрема вулиці у деяких містах України: Вінниці, Донецьку, Івано-Франківську, Керчі, Харкові, Чернігові, Нікополі та Росії: Абакані, Волгограді, Воронежі, Липецьку, Пермі, Тулі та Уфі. Також ім'ям Ушинського названо провулок у Харкові. Окрім того, ім'ям славетного вченого названа низка освітніх установ. Зокрема, Наукова педагогічна бібліотека в місті Москва, Ярославський державний педагогічний університет, гімназія № 1 у Сімферополі та Гатчині, педагогічні коледжі у Гатчині, Нижньому Новгороді та № 1 у Москві, Чернігівський обласний інститут післядипломної освіти, спеціалізована школа № 187 імені К. Ушинського у Києві, школа № 6 у місті Тула, Новгородський дитячий будинок-інтернат у селищі Шимську.